# Wauwil
Wauwil é uma comuna da Suíça, no Cantão Lucerna, com cerca de 1.657 habitantes. Estende-se por uma área de 2,96 km², de densidade populacional de 560 hab/km². Confina com as seguintes comunas: Buchs, Dagmersellen, Egolzwil, Kottwil, Mauensee, Schötz.
A língua oficial nesta comuna é o Alemão.

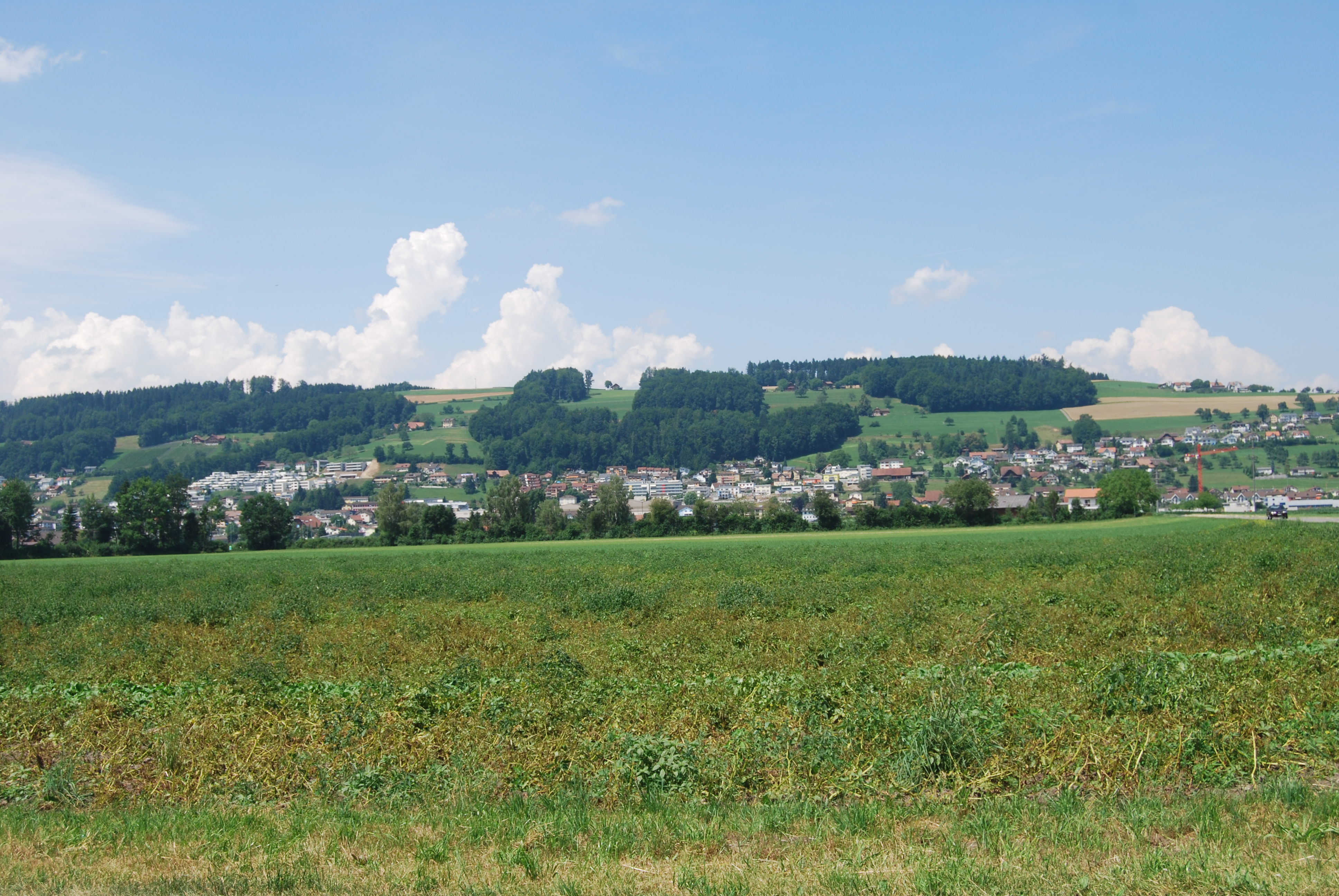
Wauwil.